# Брайковська Катерина Анатоліївна
Катери́на Анато́ліївна Брайко́вська (нар. 23 квітня 1984, Київ, УРСР) — українська акторка та режисерка дубляжу.

## Біографія
Народилася 23 квітня 1984 року у Києві.
У 2005 році закінчила кінофакультет Київського національного університету театру, кіно і телебачення імені Івана Карпенка-Карого. Працювала на радіо «Свобода», студії «Постмодерн», наразі співпрацює із «FILM.UA Group» та «1+1 медіа». Співвласниця концертного агентства HMG, і засновниця студії дубляжу «Скороукіно». Офіційний український голос голлівудських акторок Айли Фішер, Єви Грін і Марго Роббі.

## Фільмографія
| Рік       |   | Українська назва     | Оригінальна назва     | Роль                                     |
| --------- | - | -------------------- | --------------------- | ---------------------------------------- |
| 2010      | с | По закону            | рос. По закону        | Христина (40 серія)                      |
| 2017      | с | Вікно життя          | рос. Окно жизни       |                                          |
| 2017—2018 | с | СуперКопи            |                       |                                          |
| 2018      | с | Обман                | рос. Обман            | диктор телебачення                       |
| 2019      | с | Маркус               | рос. Маркус           | Піменова, мати Матвія                    |
| 2019      | с | Та, що бачить завтра | рос. Смотрящая вдаль  |                                          |
| 2020      | с | Привіт, тату         | рос. Здравствуй, папа |                                          |
| 2020—2021 | с | Колір пристрасті     | рос. Цвет страсти     | Анастасія Павленко, наглядачка в колонії |
| 2023      | с | Дієта №0             |                       | Діана                                    |
| 2023      | с | Дільничний з ДВРЗ    |                       | Лейтенант Корнійчук (3 сезон, 24 серія)  |
| 2024      | с | Примарна спадщина    |                       | Катя Бугримова                           |

## Дублювання та озвучення
Сотні ролей українською та російською для студій та телеканалів «1+1», «Le Doyen», «Постмодерн»‚ «Starlight Production» та інших.

## Озвучення реклами
- Піколакс
- Фармадол
- Пектолван
- Фітолізин Актив
- Сонобарбовал Капс
- Ессенціале Форте Н
- Евказолін
- Естезифін
- Рапіра
- Пшик
- Лізак
- Хепілор
- Зіпелор
- Едем
- Tefal
- Sandora
- Raiffeisen Bank